# 377 aC
El 377 aC va ser un any del calendari romà prejulià. En aquell temps, era conegut com a any del tribunat de Mamercí, Publícola, Cicurí, Pretextat, i Cincinnat (o, més rarament, any 377 ab urbe condita o de la fundació de la ciutat). L'ús del nom «377 aC» per referir-se a aquest any es remunta a l'alta edat mitjana, quan el sistema Anno Domini va ser el mètode de numeració dels anys més comú a Europa.

## Esdeveniments

### Àsia menor
- Mausol, fill d'Hecatompos, és rei de Cària a la mort del seu pare, si la cronologia que dona Diodor de Sicília és correcta. Va traslladar la capital del regne a Halicarnàs.[2]
- Bas puja al tron a Bitínia. Va ser rei durant cinquanta anys (fins al 326 aC).[3]

### Antiga Grècia
- Després de la constitució de la Segona Lliga atenesa, creada per tal de posar terme a l’hegemonia d'Esparta, Atenes aconsegueix que les ciutats aliades surtin del domini d'Esparta. La intenció era garantir que Esparta permetés a tots els grecs ser independents, i els estats implicats havien de conservar la seva independència.[4] No es permetia a Atenes posseir terres en cap dels estats membres, ni imposar-los una guarnició o cleruquia.[5]
- Nou atac d'Agesilau II, rei d'Esparta, a la ciutat de Tebes.[6]
- Quan els espartans es preparaven per envair Beòcia el 377 aC van quedar aturats a Escolos, una ciutat de Calcídia.[7]
- Els atenencs van cridar Càbries, que era a Egipte lluitant per Acoris, i van enviar a Ifícrates amb 20.000 mercenaris a Egipte per ajudar al sàtrapa Farnabazos II a reduir al país.[8]

### Antiga Roma
- Aquest any són elegits tribuns amb potestat consular: Luci Emili Mamercí, Publi Valeri Potit Publícola, Gai Veturi Cras Cicurí, Servi Sulpici Pretextat, Luci Quinti Cincinnat i Gai Quinti Cincinnat. Els tribuns fan la guerra als volscs i als llatins.[9]
- Luci Quinti Cincinnat i Servi Sulpici Pretextat aconsegueixen aixecar el setge de Túsculum, que els llatins quasi havien ocupat.[10]

## Necrològiques
- Hecatompos, sàtrapa de Cària.[2]